# Ooencyrtus austrinus
Ooencyrtus austrinus är en stekelart som beskrevs av Prinsloo 1987. Ooencyrtus austrinus ingår i släktet Ooencyrtus och familjen sköldlussteklar.
Artens utbredningsområde är Zimbabwe. Inga underarter finns listade i Catalogue of Life.